# Сибуси
Сибуси (яп. 志布志市 Сибуси-си) — город в Японии, находящийся в префектуре Кагосима. Площадь города составляет 290,01 км², население — 31 901 человек (1 августа 2014), плотность населения — 110,00 чел./км².

## Географическое положение
Город расположен на острове Кюсю в префектуре Кагосима региона Кюсю. С ним граничат города Соо, Мияконодзё, Кусима и посёлок Осаки.

## Население
Население города составляет 31 901 человек (1 августа 2014), а плотность — 110,00 чел./км². Изменение численности населения с 1980 по 2005 годы:
| 1980 | 38 404 чел. |  |
| 1985 | 38 387 чел. |  |
| 1990 | 37 316 чел. |  |
| 1995 | 36 694 чел. |  |
| 2000 | 35 966 чел. |  |
| 2005 | 34 770 чел. |  |

## Символика
Деревом города считается Livistona chinensis, цветком — подсолнечник однолетний.